# Кауфманн, Лукас
Лукас Кауфманн (порт. Lucas Kaufmann; 26 марта 1991, Порту-Алегри) — бразильский футболист, полузащитник финского клуба «Хонка».

## Биография
Воспитанник бразильского футбола. Профессиональную карьеру начинал в клубах низших лиг Финляндии «ПК Кески-Уусимаа» и «ПК-35». В 2013 году перешёл в оманский «Аль-Шабаб», но в 2014 вернулся в Финляндию, где выступает до сих пор. В Вейккауслиге дебютировал в составе «ПК-35» в 2016 году, сыграв 24 матча и забив 2 гола. В феврале 2017 года стал игроком ХИКа, провёл за команду 3 матча в Кубке Финляндии, но уже в марте покинул ХИК и подписал контракт с клубом второй лиги «Хонка». В конце 2017 года, по итогам стыковых матчей с клубом ХИФК, «Хонка» вернулась в высшую лигу.

## Достижения
«Хонка»
- Обладатель Кубка финской лиги: 2022